# Bukovec
Bukovec este o arie protejată (arie specială de conservare — SAC, sit de importanță comunitară — SCI) din Republica Cehă întinsă pe o suprafață de 120,35 ha, integral pe uscat.

## Localizare
Centrul sitului Bukovec este situat la coordonatele 50°48′46″N 15°21′32″E / 50.812778°N 15.358889°E.

## Înființare
Situl Bukovec a fost declarat sit de importanță comunitară în aprilie 2005 pentru a proteja un număr necunoscut de specii din flora spontană și fauna sălbatică aflate în arealul zonei. Situl a fost protejat și ca arie specială de conservare în iulie 2012.

## Biodiversitate
Situată în ecoregiunea continentală, aria protejată conține 8 habitate naturale: Liziere de ierburi înalte hidrofile de câmpie și de nivel montan până la alpin, Păduri de fag Asperulo-Fagetum, Mlaștini turboase de tranziție și turbării mișcătoare, Păduri de fag subalpine medio-europene cu Acer și Rumex arifolius, Păduri acidofile de Picea de la nivel montan la nivel alpin (Vaccinio-Piceetea), Mlaștini împădurite, Păduri pe pante, grohotișuri și ravene de Tilio-Acerion, Formațiuni ierboase bogate în specii de Nardus, dezvoltate pe substraturi silicioase în zone montane (și în zone submontane, în Europa continentală).
La baza desemnării sitului se află un număr nedeclarat de specii protejate.